# جان کالیر (دونده)
جان کالیر (انگلیسی: John Collier; ۲۶ سپتامبر ۱۹۰۷ – ۳۱ اکتبر ۱۹۷۴) دونده دو با مانع اهل ایالات متحده آمریکا بود.